# Дайтлайн, Марша
Ма́рша Дайтла́йн (англ. Marsha Dietlein; 1965) — американская актриса.

## Биография
Марша Дайтлайн родилась в 1965 году.
Марша дебютировала в кино в 1988 году, сыграв роль Люси Уилсон в фильме «Возвращение живых мертвецов 2». В 2010—2011 годах Дайтлайн играла роль Синтии Шарп в телесериале «Сплетница». Всего она сыграла в 36 фильмах и телесериалах.
С 11 апреля 2001 года Марша замужем за телевизионным продюсером Мэттью Беннеттом. У супругов есть дочь — Джайя Беннетт (род.2002).

## Избранная фильмография
| Год       |   | Русское название                      | Оригинальное название             | Роль                                                    |
| --------- | - | ------------------------------------- | --------------------------------- | ------------------------------------------------------- |
| 1988      | ф | Возвращение живых мертвецов 2         | Return of the Living Dead Part II | Люси Уилсон                                             |
| 1991      | с | Голова Германа                        | Herman's Head                     | Мередит                                                 |
| 1992      | ф | Эдди Пресли                           | Eddie Presley                     | начинающая актриса № 2                                  |
| 1992      | ф | Только ты                             | Only You                          | миссис Липман                                           |
| 1993      | с | Крутой Уокер: правосудие по-техасски  | Walker, Texas Ranger              | Фрэнсис Клэнси                                          |
| 1994      | с | Мэтлок                                | Matlock                           | Джоанн Уолтерс                                          |
| 1999      | ф | Голубоглазый Микки                    | Mickey Blue Eyes                  | девушка в ресторане, получившая предложение выйти замуж |
| 1999—2008 | с | Закон и порядок                       | Law & Order                       | Николь Хэмптон/доктор Эми Эллерс                        |
| 2000      | ф | Бойлерная                             | Boiler Room                       | Сьюзан Рейнард                                          |
| 2002—2009 | с | Закон и порядок: Преступное намерение | Law & Order: Criminal Intent      | Лора Карлсон/Пола Чопоэр/Кэролайн                       |
| 2005      | с | Как вращается мир                     | As the World Turns                | мать                                                    |
| 2005      | ф | Маленький Манхэттен                   | Little Manhattan                  | мать на вечеринке                                       |
| 2006      | с | Закон и порядок: Специальный корпус   | Law & Order: Special Victims Unit | миссис Хоскинс                                          |
| 2006      | ф | Как малые дети                        | Little Children                   | Шерил                                                   |
| 2010—2011 | с | Сплетница                             | Gossip Girl                       | Синтия Шарп                                             |